# Musée d'histoire afro-américaine
Le musée d’histoire afro-américaine (en anglais, Museum of Afro-American History), ouvert en 1963, est le plus grand musée de Nouvelle-Angleterre voué à la préservation de la mémoire des Noirs américains. 
L'institution regroupe plusieurs sites tels que le Black Heritage Trails, l’African Meeting House ou l’Abiel Smith School qui évoquent leur vie et leur condition de l'époque coloniale au XIXe siècle. Le musée organise des expositions et des activités pour les scolaires.